# Mitomicina
Las mitomicinas son una familia de antibióticos alcaloidales aziridínicos aislados de Streptomyces caespitosus o Streptomyces lavendulae La mitomicina C (MMC) es un agente quimioterapéutico en virtud a su actividad antitumoral y antibiótica. Se administra por vía intravenosa para tratar varios tipos de cáncer, tales como carcinoma esofágico, cáncer anal y cáncer de mama. También es utilizado para instilaciones del cáncer de vejiga. Provoca toxicidad diferida de la médula ósea y por lo tanto, normalmente se administra a intervalos de 6 semanas. Su uso prolongado puede provocar daño permanente en la médula ósea. Puede provocar fibrosis pulmonar y falla renal.   

## Mecanismo de acción
La mitomicina C es un crosslinker de ADN. Un crosslink simple por genoma ha mostrado ser efectivo como bactericida. Esto se logra por la activación reductiva seguida por dos N-alquilaciones. Ambas alquilaciones son una secuencia específica por un nucleósido de guanina en la secuencia 5'-CpG-3'. Varias quinonas heterocíclicas bis-alquiladas han sido sintetizadas con el fin de explorar sus actividades antitumorales por alquilación reductiva. Las mitomicinas también han sido utilizadas como agentes quimioterapéuticos en cirugía de glaucoma.

## Biosíntesis
En general, la biosíntesis de todas las mitomicinas procede por combinación de ácido 3-amino-5-hidroxibenzoico(AHBA), D-glucosamina (aparece mal representada abajo), y fosfato de carbamilo, y así se forma el anillo de mitosano. El intermediario clave, el ácido 3-amino-5-hidroxibenzoico (AHBA), también es precursor de otros productos naturales anticáncer tales como la rifamicina y la ansamicina.

Mitosano

Específicamente, la biosíntesis comienza con la adición del fosfoenolpiruvato (PEP) a la eritrosa-4-fosfato. Al producto formado  se adiciona una molécula de amoniaco para dar el ácido 4-amino-3-desoxi-D-arabino heptulosónico-7-fosfato (aminoDHAP). Después, la DHQ sintasa cataliza el cierre de un anillo para producir el ácido 4-amino-3-deshidroquínico (aminoDHQ). El producto sufre una doble oxidación vía  aminoDHQ deshidratasa para dar el 4-amino-deshidroshikimato (aminoDHS). El intermediario clave, el ácido 3-amino-5-hidroxibenzoico (AHBA), se forma por aromatización de la AHBA.
El núcleo de mitosano es sintetizado vía condensación entre AHBA y D-glucosamina. Una vez que la condensación ha ocurrido, el mitosano sufre interconversiones de grupos funcionales. 